# Sønder Felding Sogn
Sønder Felding Sogn er et sogn i Herning Søndre Provsti (Viborg Stift).
I 1800-tallet var Assing Sogn anneks til Sønder Felding Sogn. Begge sogne hørte til Hammerum Herred i Ringkøbing Amt. Sønder Felding-Assing sognekommune blev senere delt, så hvert sogn dannede sin egen sognekommune. Ved kommunalreformen i 1970 blev både Sønder Felding (inkl. Ilderhede) og Assing indlemmet i Aaskov Kommune, der ved strukturreformen i 2007 indgik i Herning Kommune.
I Sønder Felding Sogn ligger Sønder Felding Kirke. Ilderhede Kirke blev indviet i 1907, og Ilderhede blev et kirkedistrikt i Sønder Felding Sogn. Men distriktet omfattede også mindre dele af Hoven Sogn i Nørre Horne Herred (Ringkøbing Amt) og Sønder Omme Sogn i Nørvang Herred (Vejle Amt). Ilderhede Kirkedistrikt blev i 1980 udskilt som det selvstændige Ilderhede Sogn.
I Sønder Felding Sogn findes følgende autoriserede stednavne:
- Drongstrup (bebyggelse)
- Fruerby (bebyggelse)
- Fruergård (bebyggelse)
- Gammelmark (bebyggelse)
- Gårdsvig (bebyggelse)
- Hedeby (bebyggelse)
- Høgsvig (bebyggelse)
- Klodhøje (areal)
- Klokkerhøj (areal)
- Kærhede (bebyggelse)
- Minds (bebyggelse)
- Nederby (bebyggelse)
- Overby (bebyggelse)
- Skovbjerg (bebyggelse)
- Skovbjerg Plantage (areal)
- Sortekær (areal)
- Sønder Felding (bebyggelse)
- Tarp (bebyggelse)
- Troldhøj (areal)
- Vesterbjerge (bebyggelse)